# Sky Garden

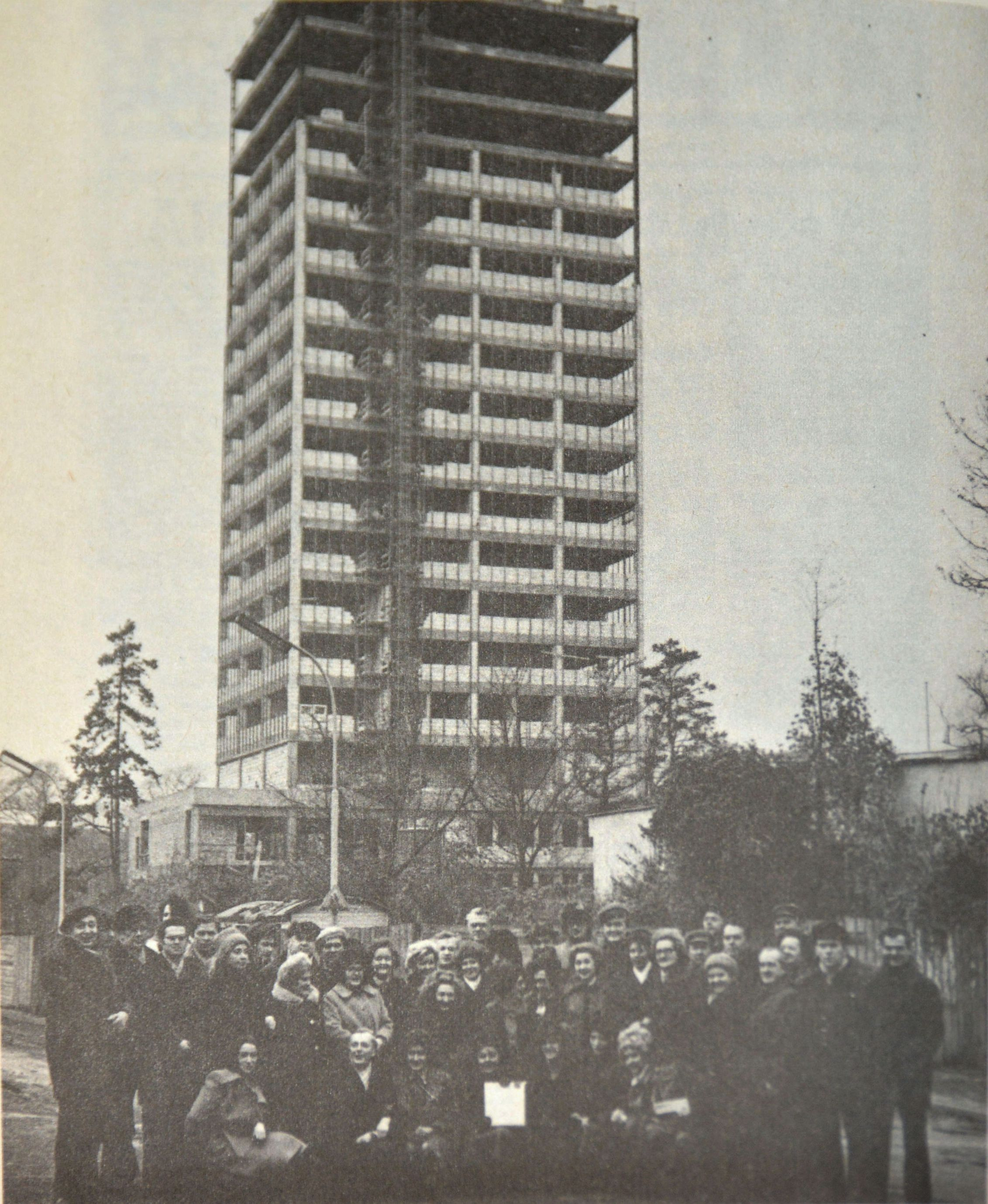
Ekipa Szczecińskiej Rozgłośni Polskiego Radia na tle budowanego wieżowca PRiTV (1976 roku)

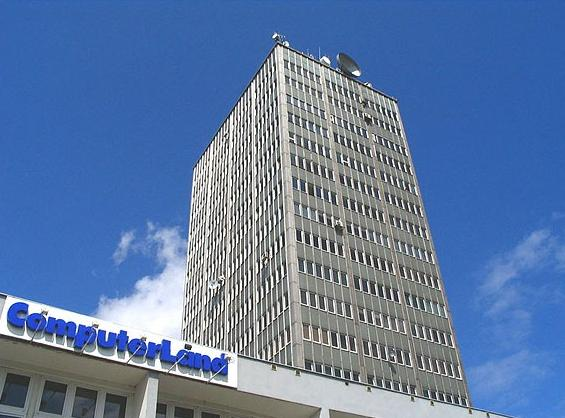
Wieżowiec w 2010 roku

Sky Garden, dawniej Wieżowiec Polskiego Radia i Telewizji – 18-kondygnacyjny wieżowiec w Szczecinie, wzniesiony w latach 1972–1975, oddany do użytku w 1980 roku z przeznaczeniem dla Radia Szczecin i szczecińskiego oddziału Telewizji Polskiej. Do czasu zbudowania Pazimu w 1992 roku był najwyższym budynkiem w mieście. We wrześniu 2020 roku rozpoczęto prace budowlane mające na celu przebudowę budynku na apartamentowiec, które zakończono w styczniu 2024

## Historia
Pod koniec lat 60. XX wieku redaktor naczelny Polskiego Radia Szczecin Zbigniew Puchalski wykoncypował, by wybudować nowy gmach dla Polskiego Radia i Telewizji Szczecin. Miejsce to (oprócz samego wieżowca również budynki okalające) miało być przeznaczone na studia radiowe i telewizyjne, miała tam się znaleźć sala koncertowa, a w samym wieżowcu miejsce przeznaczono na redakcje i biura.
Miejsce dla nowego budynku znaleziono na działce otoczonej ulicami: Niedziałkowskiego, Wojska Polskiego, Felczaka i Monte Cassino (wówczas Armii Czerwonej). Był to wówczas obszar o charakterze willowym; decyzję o lokalizacji wieżowca podjęto pod kątem uzyskania maksymalnej mocy i zasięgu sygnału telewizyjnego. Z początkiem lat 70. XX wieku zapoczątkowano poszukiwania finansów na budowę. Projekt budynku został ukończony w 1971. Przy pomocy środków z centrali Polskiego Radia rozpoczęto budowę. Początkowo termin na wykonanie całego kompleksu wyznaczono na rok 1980. Później przesunięto go na rok 1976. Pierwszy obiekt z całego kompleksu oddano do użytku w 1974. Wieżowiec miał wówczas tylko rdzeń, będący później trzonem komunikacyjnym. Budowę ukończono w roku 1978, ale następne dwa lata wieżowiec wyposażano. Uroczyste otwarcie miało miejsce 25 kwietnia 1980.
Na dachu wieżowca zamontowane zostały anteny do nasłuchu programów zza zachodniej granicy. Pojawiły się tam też anteny do emisji Programu 2 na kanale 7. Na początku lat 90. XX wieku zamiast dwójki (nadajnik przeniesiono na maszt w Kołowie) z dachu zaczęto nadawać program lokalnego Kanału 7. Trwało to do około 1996 roku.
Przez cały czas istnienia wieżowca, aż do końca 1993 roku budynek należał do Radiokomitetu. W roku 1994 nastąpił podział na radio i telewizję. Od tej pory w 70,5 procentach budynek (oraz teren dwóch działek wkoło) należał do Telewizji Szczecin, a 29,5 procent udziałów do Radia Szczecin. Media: radio i telewizja, z wieżowca wyprowadziły się w 2004 roku i od tego czasu pomieszczenia wynajmowane były prywatnym firmom.

## Zmiana funkcji
Od roku 2004 budynek przeznaczony był do sprzedaży. Początkowo cena wywoławcza wynosiła 13,5 mln zł, później było to 8 mln zł, przy kolejnej sprzedaży obniżono ją do 6,5 mln. Dopiero przy kolejnej próbie, po 35 latach od oddania do użytku, w roku 2015, został sprzedany firmie Idea Inwest za nieco ponad 3,4 mln zł. Firma planowała przeznaczyć 15 pięter na mieszkania, a w dwóch pozostałych umieścić biura. W 2015 roku straż pożarna wydała zakaz użytkowania wieżowca powyżej 7. piętra.
Przynajmniej do drugiej połowy 2018 roku przy wieżowcu nie rozpoczęły się żadne prace rozbiórkowo-budowlane, a inwestor nie miał projektu budowlanego oraz nie miał pozwolenia na budowę. W pierwszej połowie 2019 roku Idea Inwest zaprezentowała projekt nowego Sky Garden wykonany przez szczecińskie biuro architektoniczne „Projektownia”. Projekt zakłada, że przy dwóch zewnętrznych ścianach oraz na dachu zostaną dobudowane tarasy o powierzchni od 8 do 71 metrów kwadratowych, a sam budynek będzie miał nieregularną formę. Sam wieżowiec ma być także wyższy. Z obecnych 65 metrów poprzez dobudowę tarasu ma mieć 72 metry. Projekt zakłada powstanie 114 apartamentów z liczbą pokoi od 2 do 5. Z tego 92 mieszkania będą miały dostęp do tarasu. Na niższych piętrach przewidziano miejsce na biura. Wykonawca przebudowy ma być wybrany jesienią 2019 roku, a prace rozpocząć się w pierwszej połowie 2020 roku. Optymistyczne plany zakładały oddanie budynku w drugiej połowie 2022 roku.